# 山本角義
山本 角義（やまもと かくよし、1914年3月3日 - 1982年1月30日）は、日本の武術家。
大東流合気柔術中興の祖、武田惣角の直弟子。無限神刀流居合術流祖。
秋田県出身。本職は板前。大東流合気柔術を武田惣角に学び教授代理の資格を印可される。大東流合気柔術総主を名乗ることを武田惣角に許された。

## 略歴
秋田県出身、本名山本留吉（やまもと とめきち）、大正3年3月3日生まれ、昭和57年1月30日死去。武田惣角の遺した英名録の記録によると昭和16年（1941年）入門（実際には昭和12年頃ころ入門し教導を受ける）、昭和17年（1942年）に教授代理を印可される。惣角から大東流合気柔術と小野派一刀流剣術を学び後に無限神刀流居合術を創始する。武号は武田惣角源正義の惣角の角の字と源正義の義の字から一文字ずつを許されて角義、斎号は一刀斎。
本職は板前で第二次世界大戦後は北海道函館市にて、後に北海道苫小牧市に柔進館道場を開設し大東流合氣柔術（山本派）、無限神刀流居合術（真剣術、真剣刀法）、会津藩伝小野派一刀流の三流派を名乗って門弟の育成に努めた。
主な門人に佐藤金兵衛、長尾全祐（三流派継承）、須藤丈、橋本史郎、岩隈勉、鵜沢勝彦らがいる。

## 山本角義派大東流合気柔術継承者（教授代理）
大東流柔術（大東流合気柔術）中興之祖
武田惣角
山本派元祖
山本角義(S17.05.)
第二代
佐藤金兵衛(S32.3.)、長尾全祐(S52.3.3)、須藤丈、橋本史郎、岩隈勉、鵜沢勝彦
第三代
吉丸慶雪、種村恒久匠刀(H15.11.27)、堀米秀夫、種村恒太郎(H22.12.6)、岡安嘉一、後藤光春、石川智広、平岡祥淑、石山浩二、磯部力夫、鈴木貴之、